# Bernard Altum
Johann Bernard Theodor Altum (Münster, 31 dicembre 1824 – Eberswalde, 1º febbraio 1900) è stato un religioso, zoologo e forestale tedesco.
Rilavanti furono i suoi studi sull'ornitologia, primo a proporre una teoria sulla territorialità negli uccelli, in cui incluse anche la funzione del loro canto. Si impegnò inoltre a divulgare la sua comprensione della scienza fondata sulla religione.

## Opere
- Homeri cum Aeschyli, Sophoclis, Euripidis comparantur, (dissertazione), Berlin 1855.
- Winke zur Hebung des zoologischen Unterrichts (un manuale di istruzioni di zoologia), Münster 1863.
- Die Säugetiere des Münsterlands, Münster (Mammiferi del territorio di Münster), 1867.
- Der Vogel und sein Leben, Münster 1868 (Gli uccelli e la loro vita); pubblicato in diverse edizioni, 7th edition 1903.
- Forstzoologie (Forest zoology; volume 1: mammals, volume 2: birds, volume 3: insects; general insects and beetles).
  - I. Säugethiere. Seconda edizione migliorata e ampliata, pubblicata da Julius Springer, Berlin 1876.
  - II. Vögel. pubblicata da Julius Springer, Berlin 1873.
  - III. Insecten. 1. Abth. Allgemeines und Käfer. Seconda edizione migliorata e ampliata, pubblicata da  Julius Springer, Berlin 1881.[2]

| {{{1}}}Wikidata P835 è l'abbreviazione standard utilizzata per le specie animali descritte da Bernard Altum. Categoria:Taxa classificati da Bernard Altum |